# Зняття з хреста (ван дер Вейден)
«Зняття з хреста» (нід. Kruisafneming) — уславлена вівтарна картина XV ст.,  нідерландського художника Рогір ван дер Вейдена. Зберігається в музеї Прадо(Мадрид).

## Розбіжності між біблією і художньою традицією
Ісуса знімали з хреста перед похованням. Про це сповістили чотири канонічні євангелісти, як і про Йосипа Ариматейського та Никодима. Однак, жоден з євангелістів не писав про участь в події самої Богородиці, жінок-мироносиць або Івана Богослова.
Художня традиція, навпаки, приділяла чималу увагу саме Богородиці в цій події. Було створено чимало композицій, де сцена оплакування і сцена знімання Христа були поєднані. Рогір ван дер Вейден наслідував у вівтарі саме цю художню традицію.

## Опис твору
Подія відбувається на передньому плані. Практично всі персонажі картини наближені до глядачів, наче на скульптурному рельєфі. Це породило припущення, що вівтар колись мав скульптурні (різьблені ?) частини. Додаткових деталей на картині обмаль, впадають у око хрест і череп та залишки кістяка як натяк на першу людину — Адама.

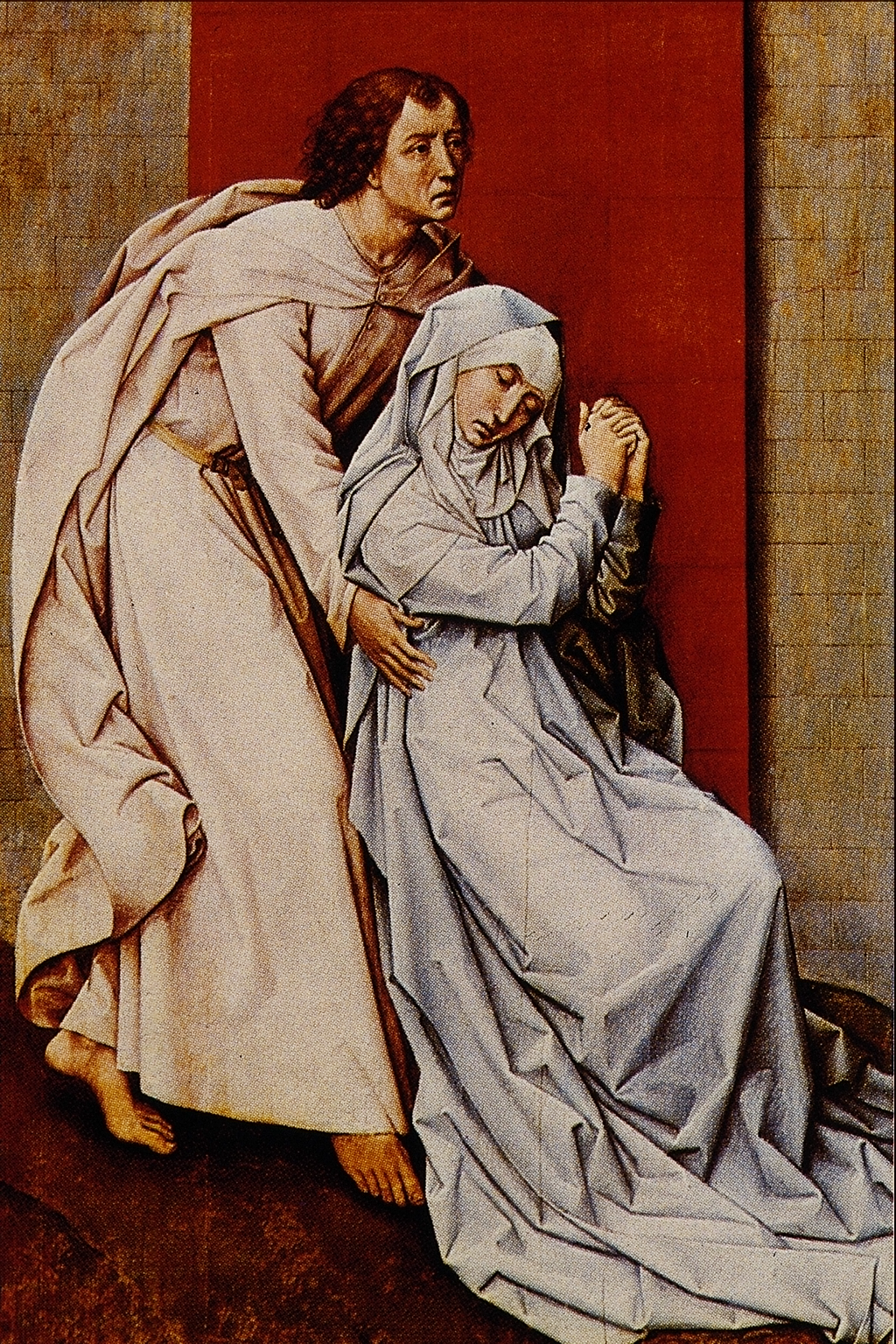
Права частина диптиха, Музей мистецтв Філадельфії, США.

Дещо незвичною була поза Богородиці. Знепритомнівши, її тіло прийняло схожу позу з позою мертвого сина. Оточуючи клопочуться з ними обома. Є розбіжності між розпізнаванням персонажів. Незвично і те, що склянку з коштовним нардом (досить дорогим), атрибут Марії Магдалини, утримує не сама вона, а невідомий бородань, котрого називають слугою. Марія Магдалина традиційно одна із найемоційніших осіб в сцені.
Чимало уваги митець приділив Івану Богослову в червоному одязі, добре відомому ще за композицією уславленого диптиха (Музей мистецтв Філадельфії). На вівтарній картині з Прадо він і Богородиця наче постарішали від горя. Підрахували, що сім осіб з десяти на картині, щиро плачуть.
Художні характеристики персонажів мають всі ознаки нідерландської традиції, де пластична краса людини, як у італійців, відсутня. Акцент зроблений на красі розташування всіх дійових осіб на площині, красі самої групи. Водночас кожен з персонажів індивідуально окреслений, чому сприяють несхожі обличчя, психологічні стани і такий різний одяг кожного з них.

## Побутування картини (провенанс)

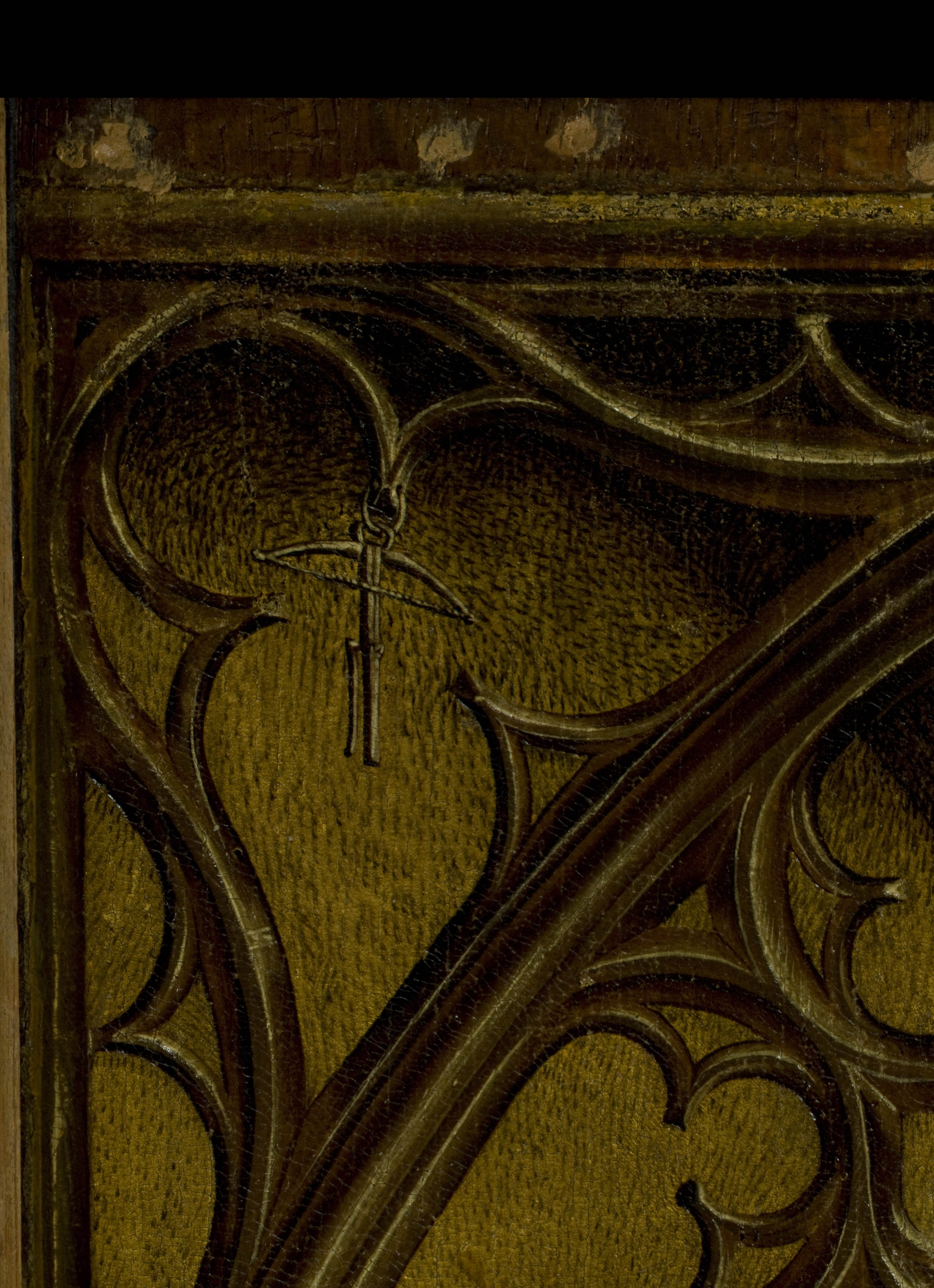
Крихітний арбалет, фрагмент

Вівтарна картина з трьох частин була створена для гільдії арбалетчиків-стрільців міста Левен. Натяком на первісних замовників в картині були крихітні арбалети, вплетені в готичний декор у кутах головної стулки.
Вівтар первісно перебував в каплиці Діви Марії «що за фортечним муром». Оригінал художника вже тоді високо поціновували. Аби виміняти вівтар, замовили його копію художникові Міхіелю Коксі (1499—1592). Обмін здійснили, додавши до копії новий орган та п'ять сотень флоринів.
Володаркою вівтаря стала сестра імператора Карла V Марія Австрійська, намісниця імператора в тодішніх Нідерландах. Вівтар прикрасив каплицю замку у Бінчі, резиденції Марії Австрійської. Під час перебування в Нідерландах принца Філіпа (майбутнього короля Іспанії) вівтар побачив його дворянин Вінсенте Альварес і сприяв перевезенню твору у Іспанію у  каплицю мисливського палацу Ель-Пардо.
Король Філіп II пильно стежив за всіма етапами проєктування і будівництва комплексу Ескоріал.
Ескоріал — це перш за все монастир.  В переліку перевезених релігійних картин був і вівтар роботи Рогіра ван дер Вейдена. Картина «Ісуса знімають з хреста» згадана у інвентарі від 15 квітня 1574 року.
1936 року в Іспанії розпочалась громадянська війна як відбиток протистояння у Європі фашистського і комуністичного політичних рухів. Країна втрачала як людські ресурси, так і колосальне культурне надбання людства.  Керівництво іспанських республіканців розпочало заходи з рятування скарбів мистецтва з Іспанії. Вівтар «Ісуса знімають з хреста» був евакуйований до порту Валенсія і переправлений залізницею до Швейцарії. Низка евакуйованих шедеврів була передана на збереження у Женевський музей мистецтва і історії. У вересні 1939 року картину повернули до музею Прадо.
1939 року картину передали до музею Прадо в Мадриді. Вівтар втратив бічні стулки. Збережена лише центральна частина.

## Галерея фрагментів картини

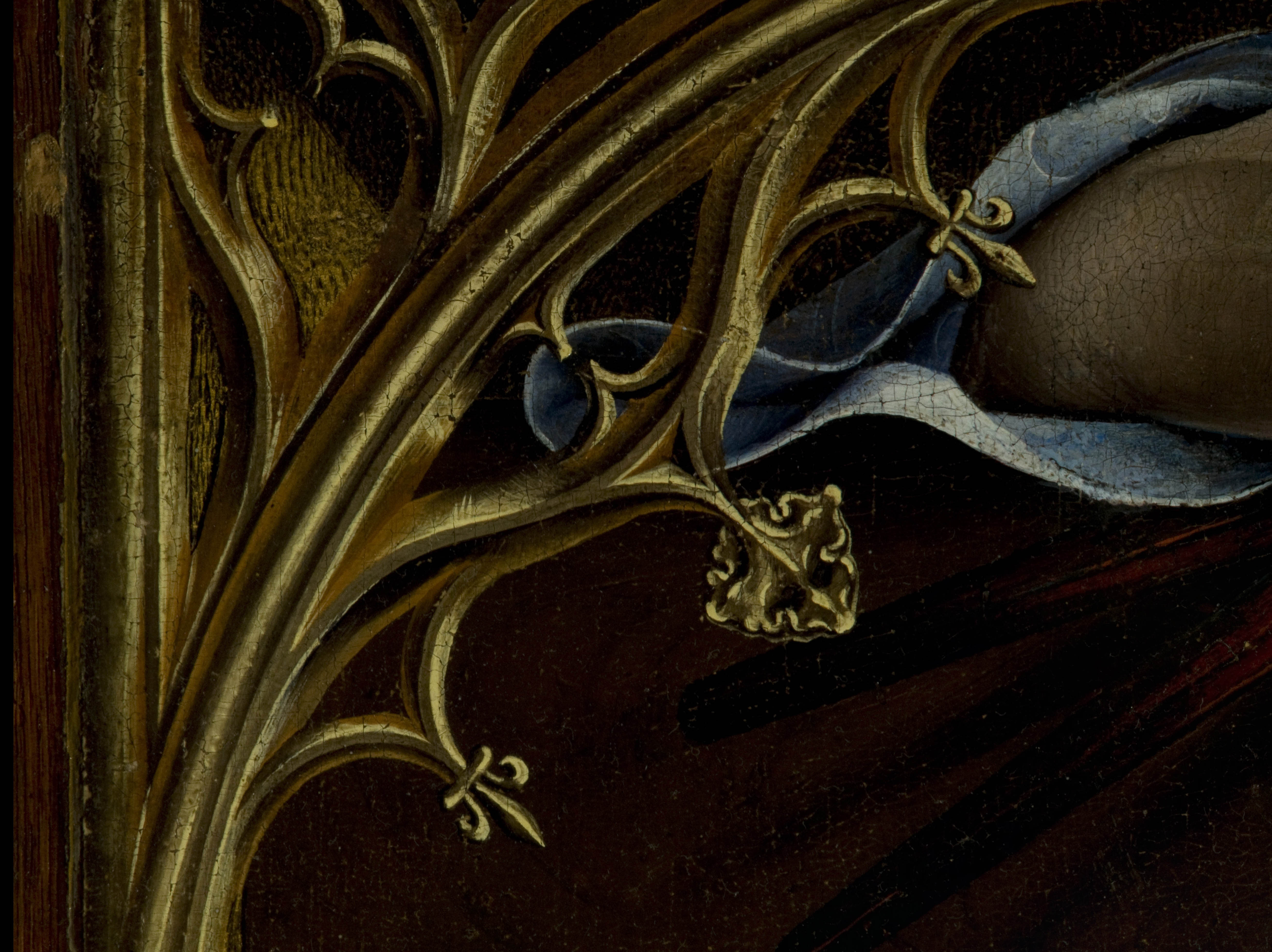
Готичний декор
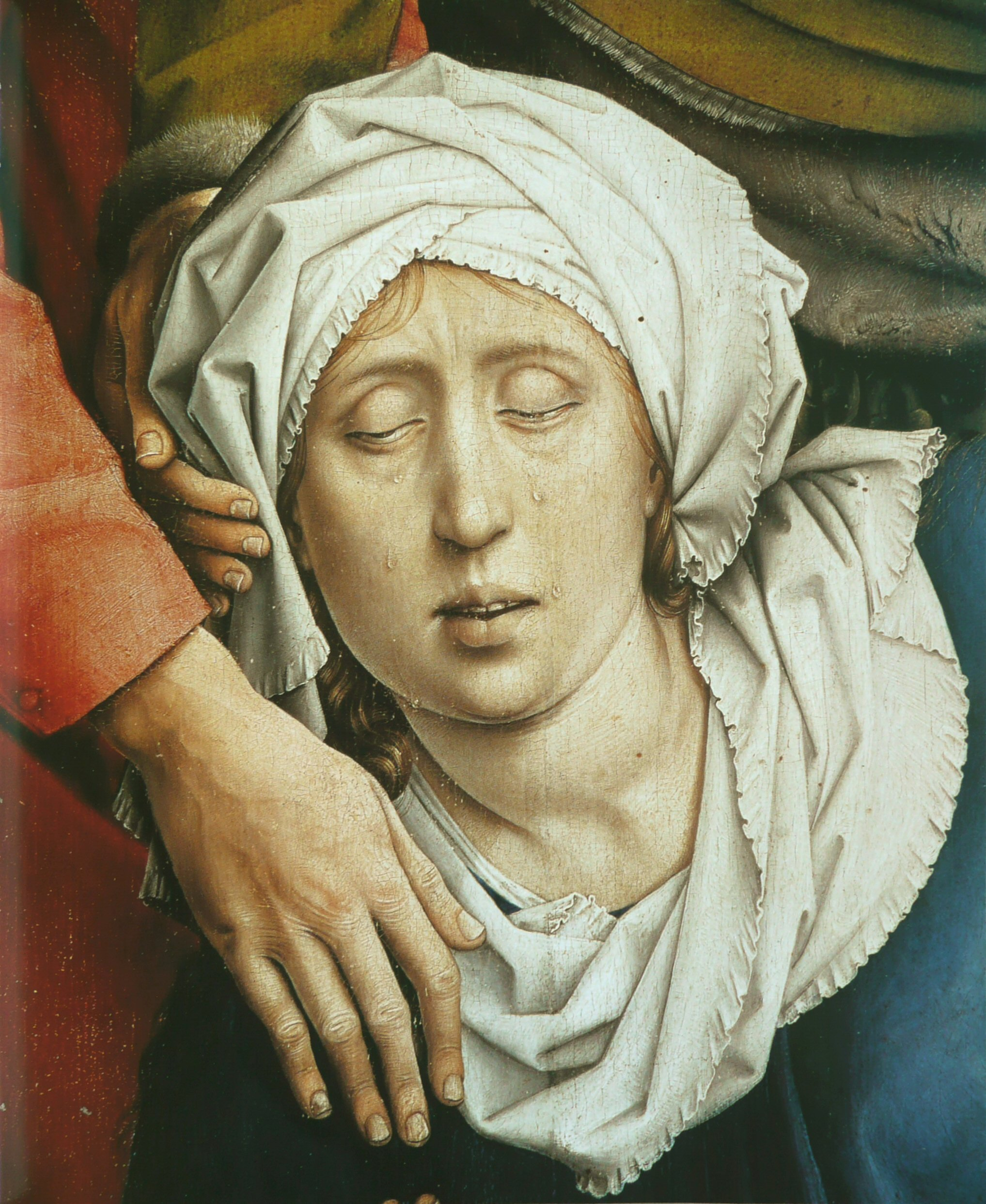
Марія, що втратила свідомість (обличчя)
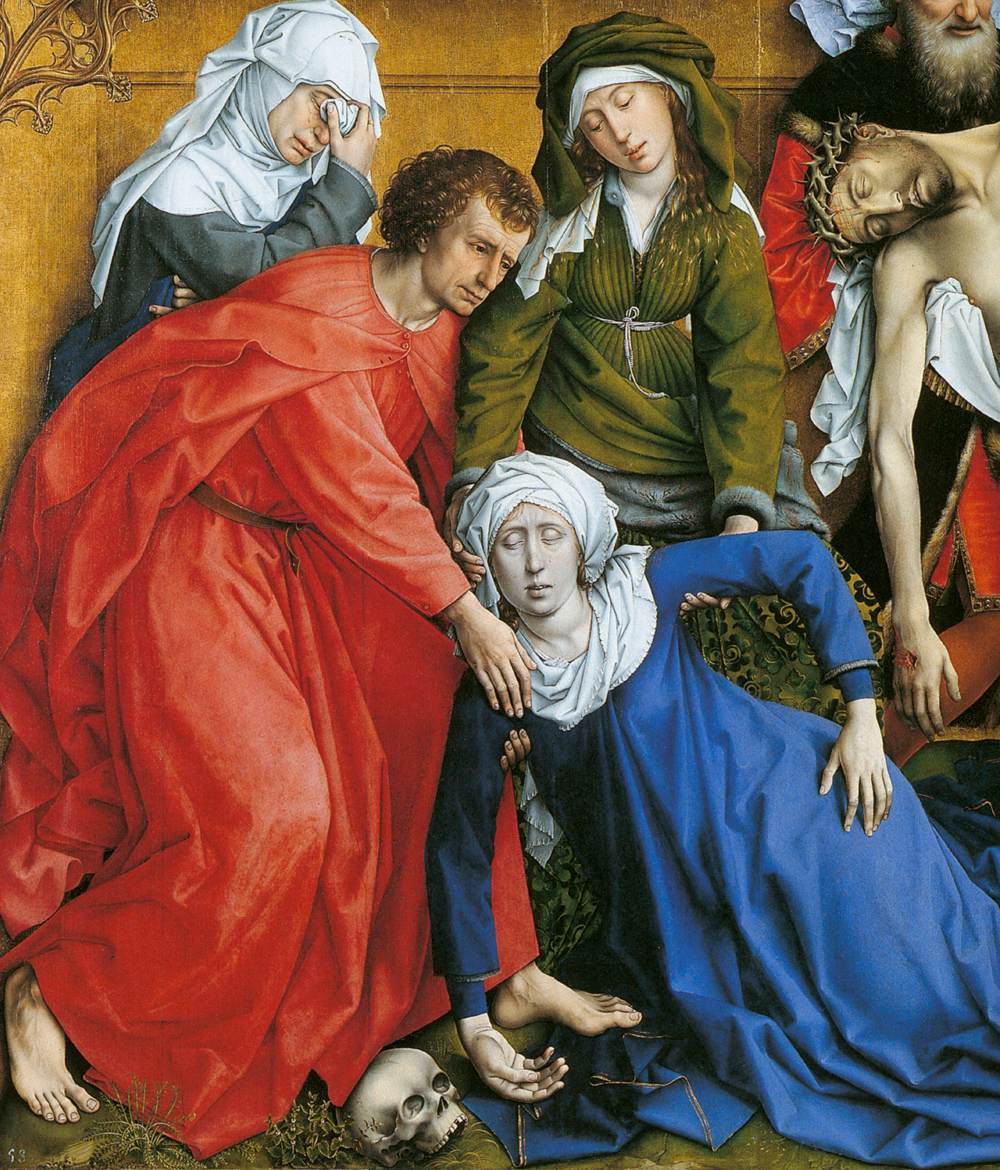
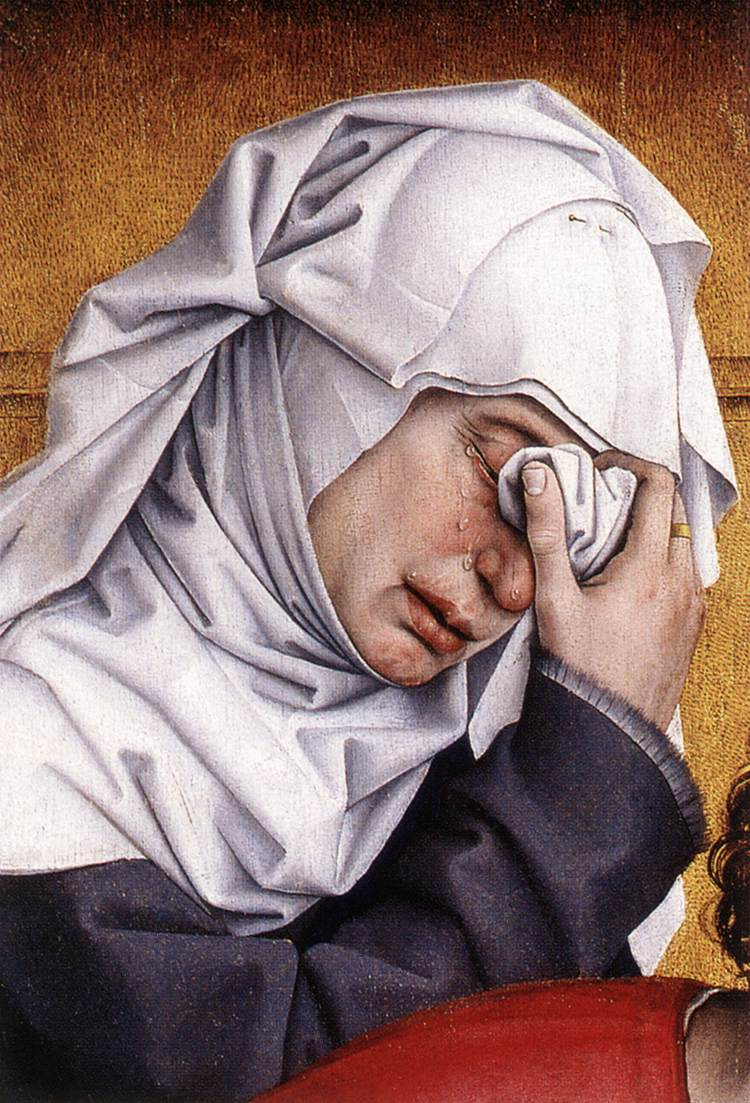
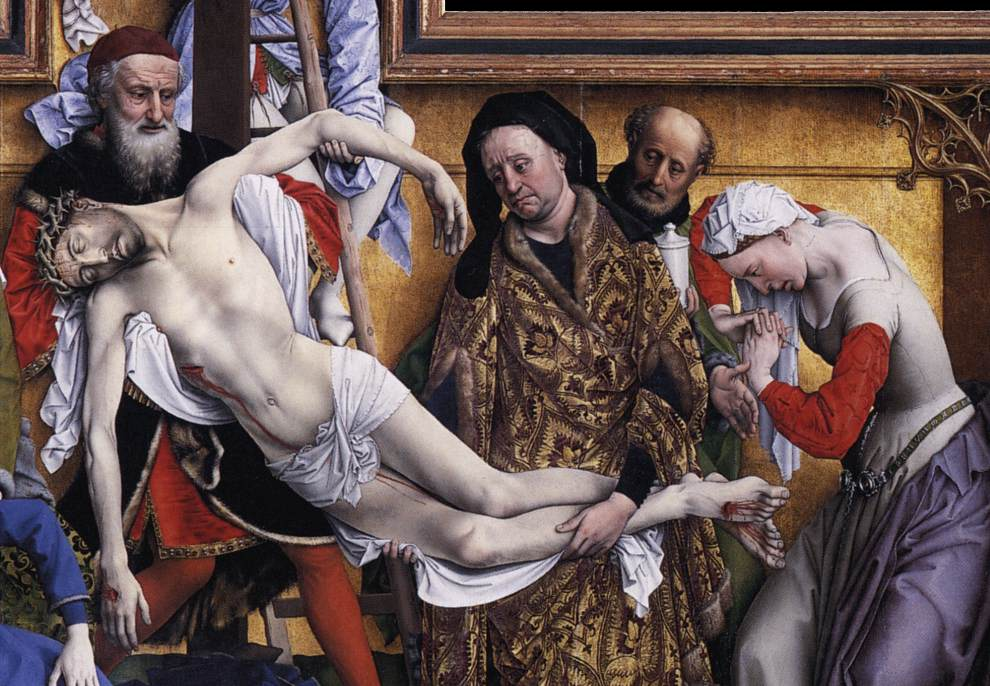
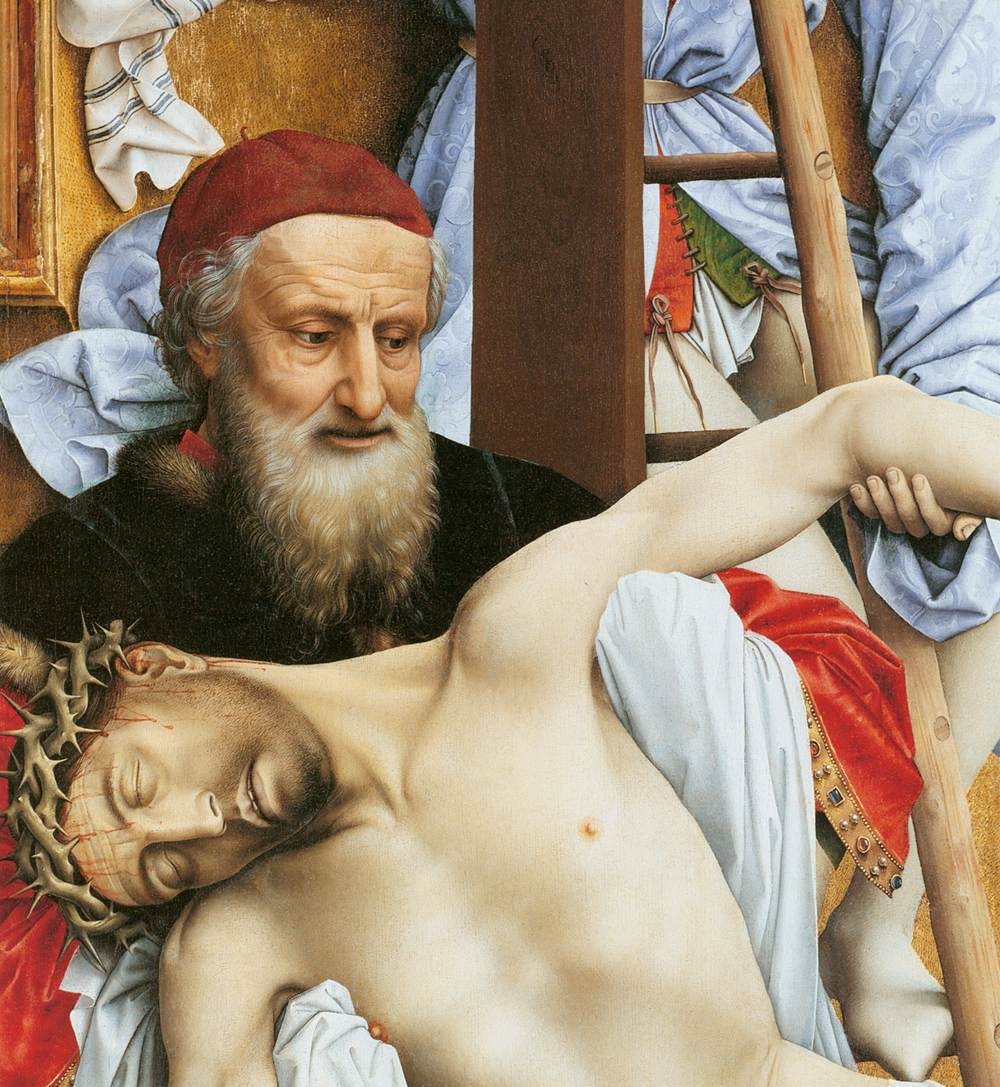
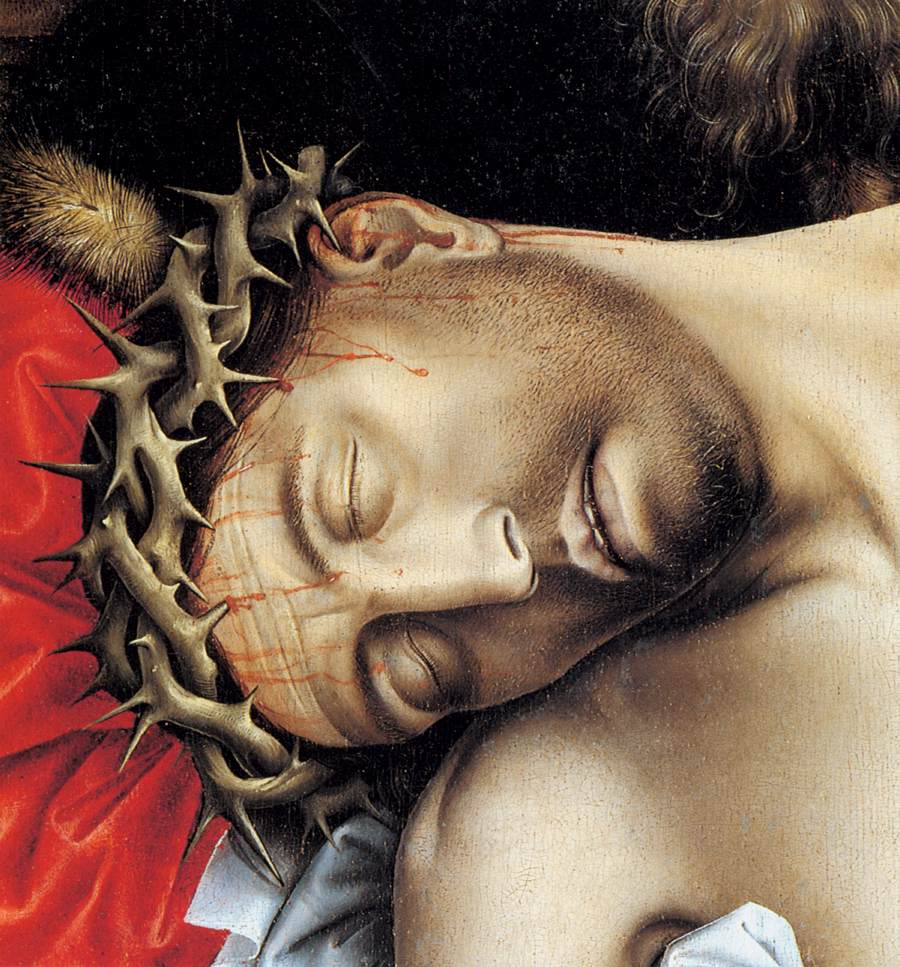
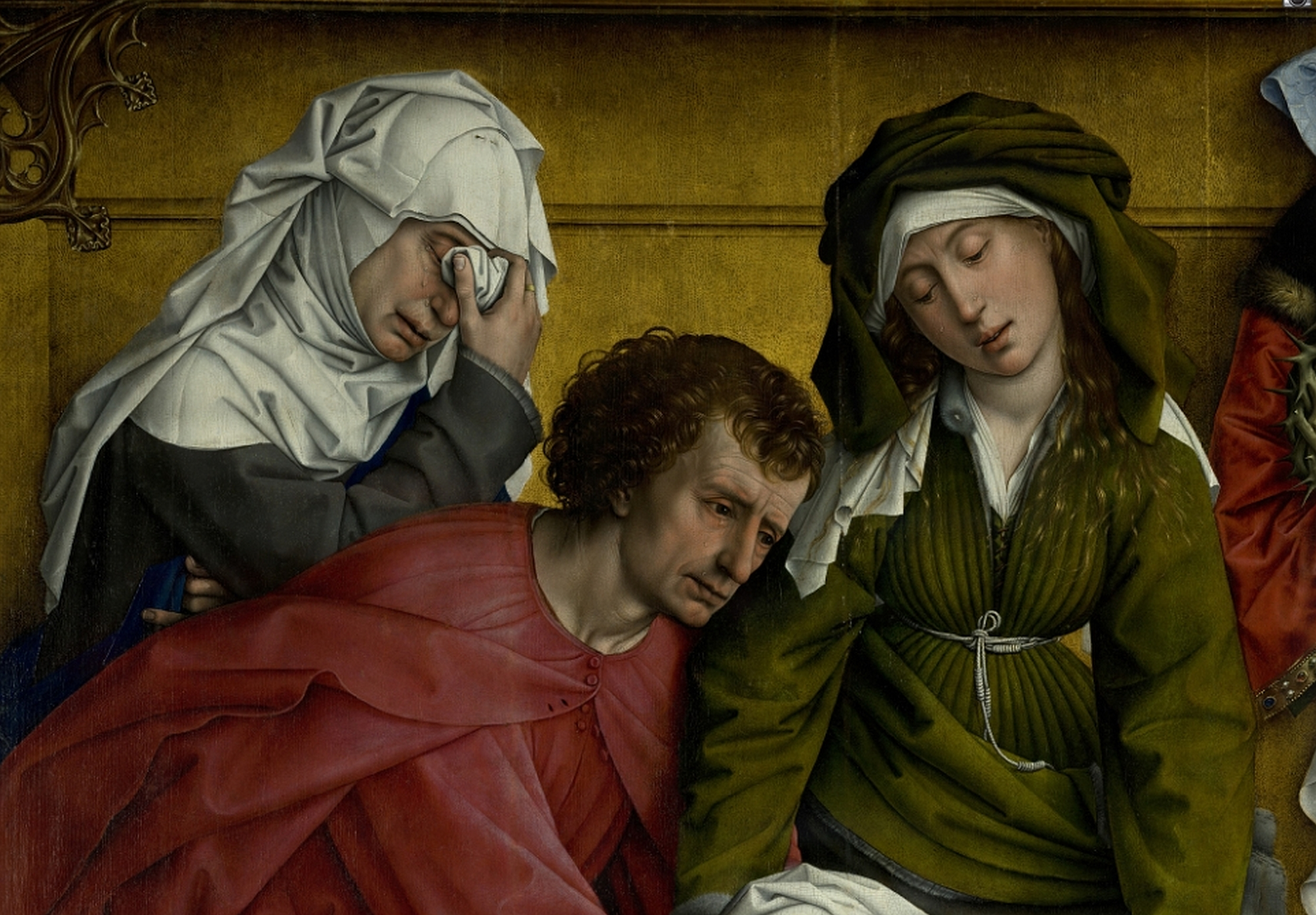
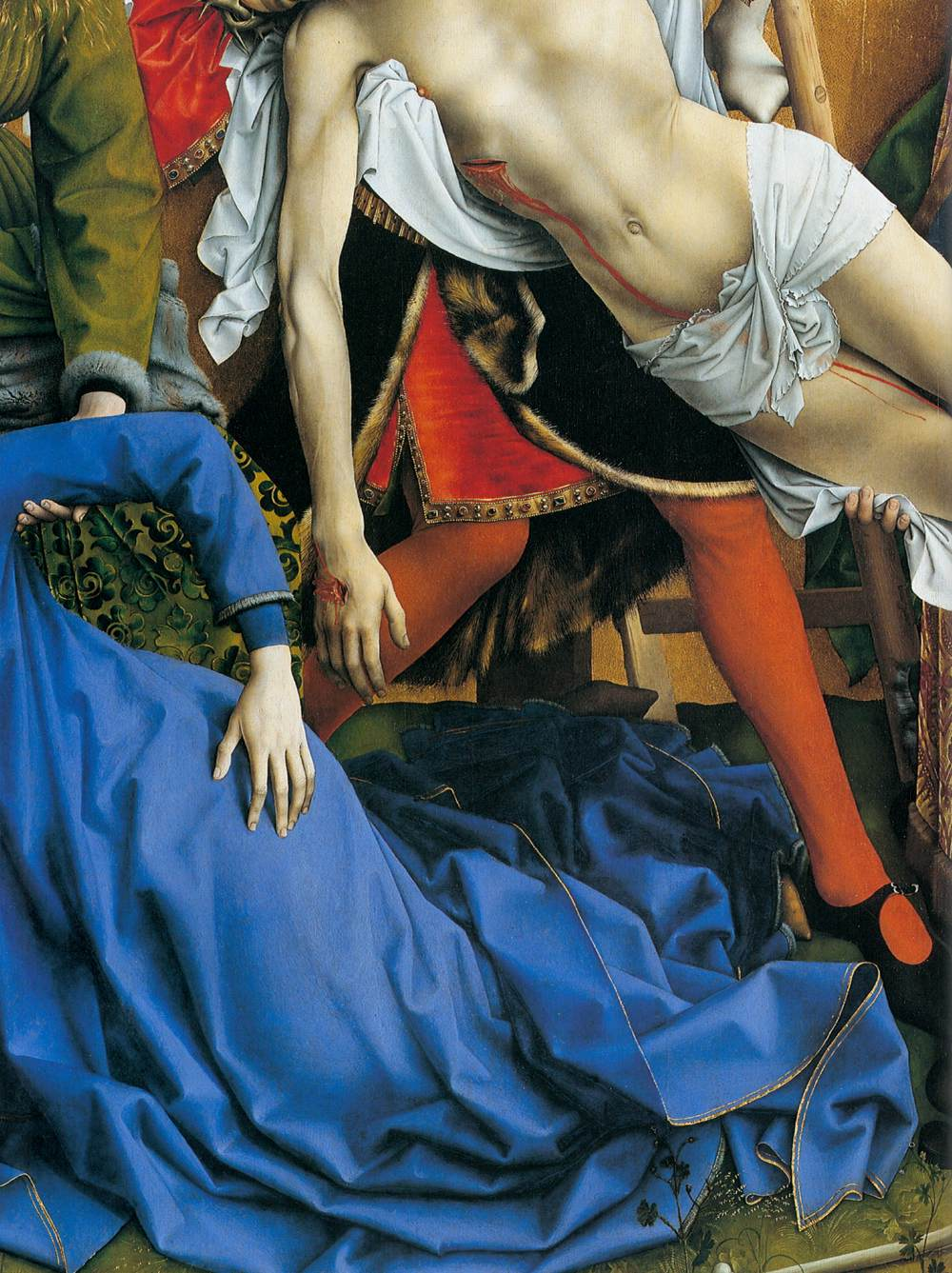
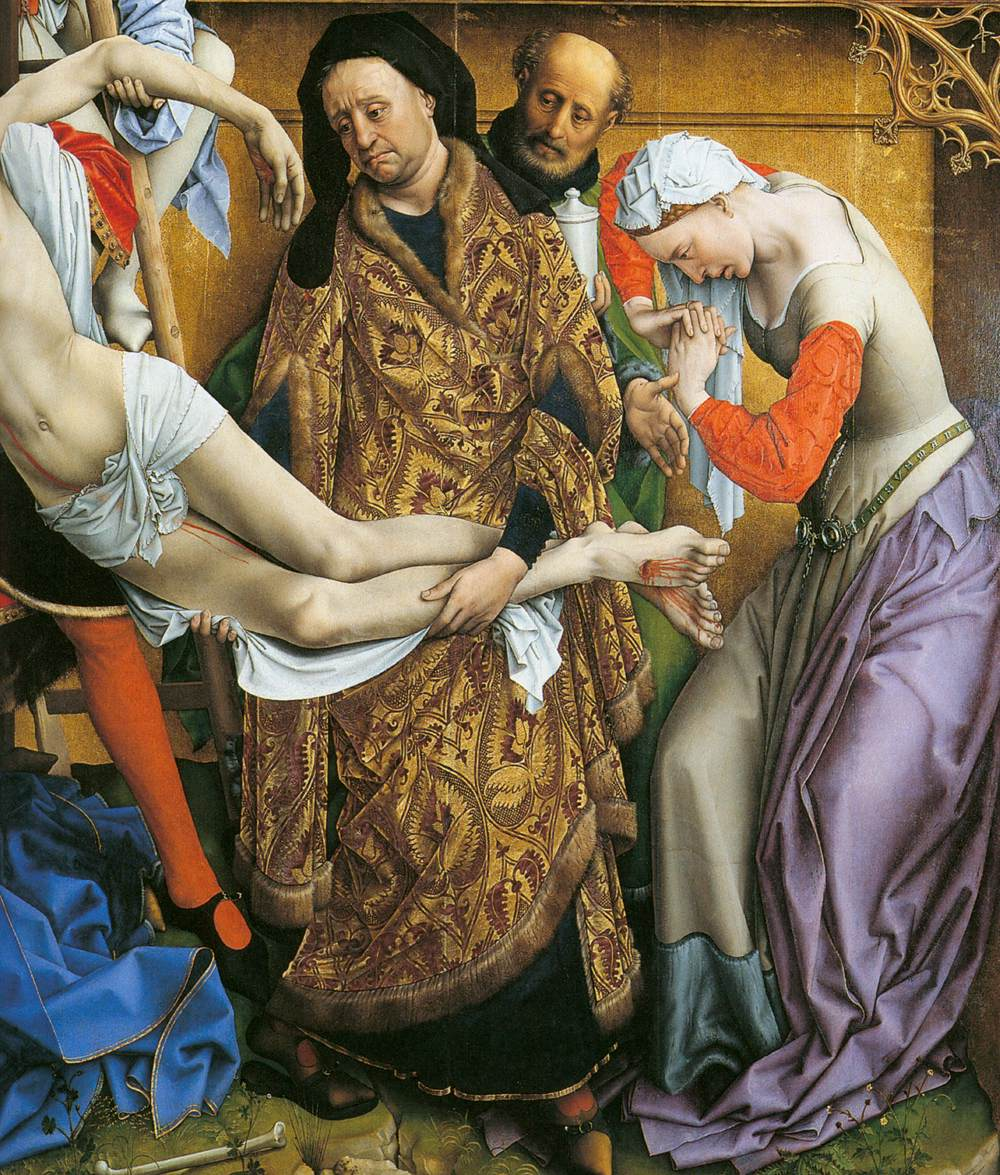
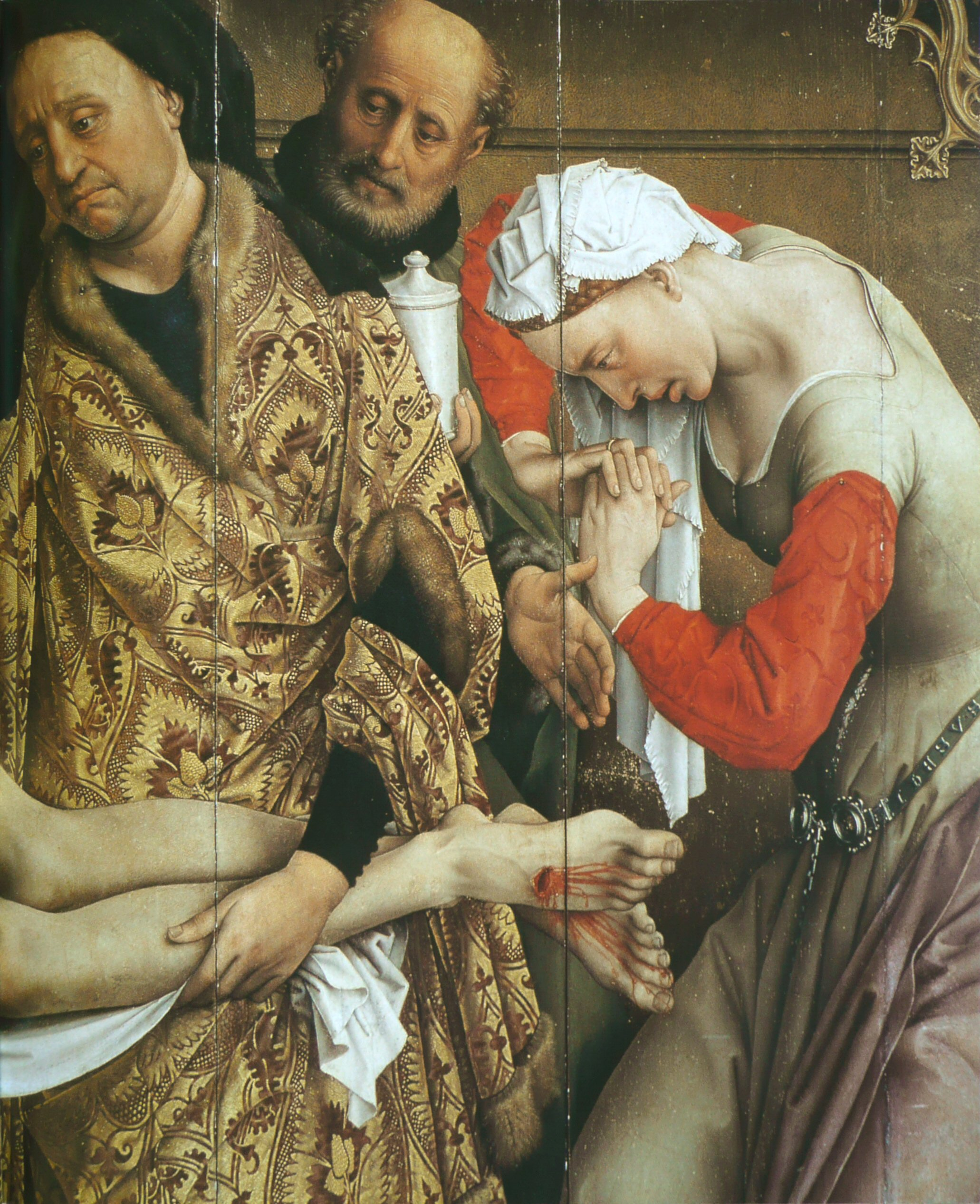
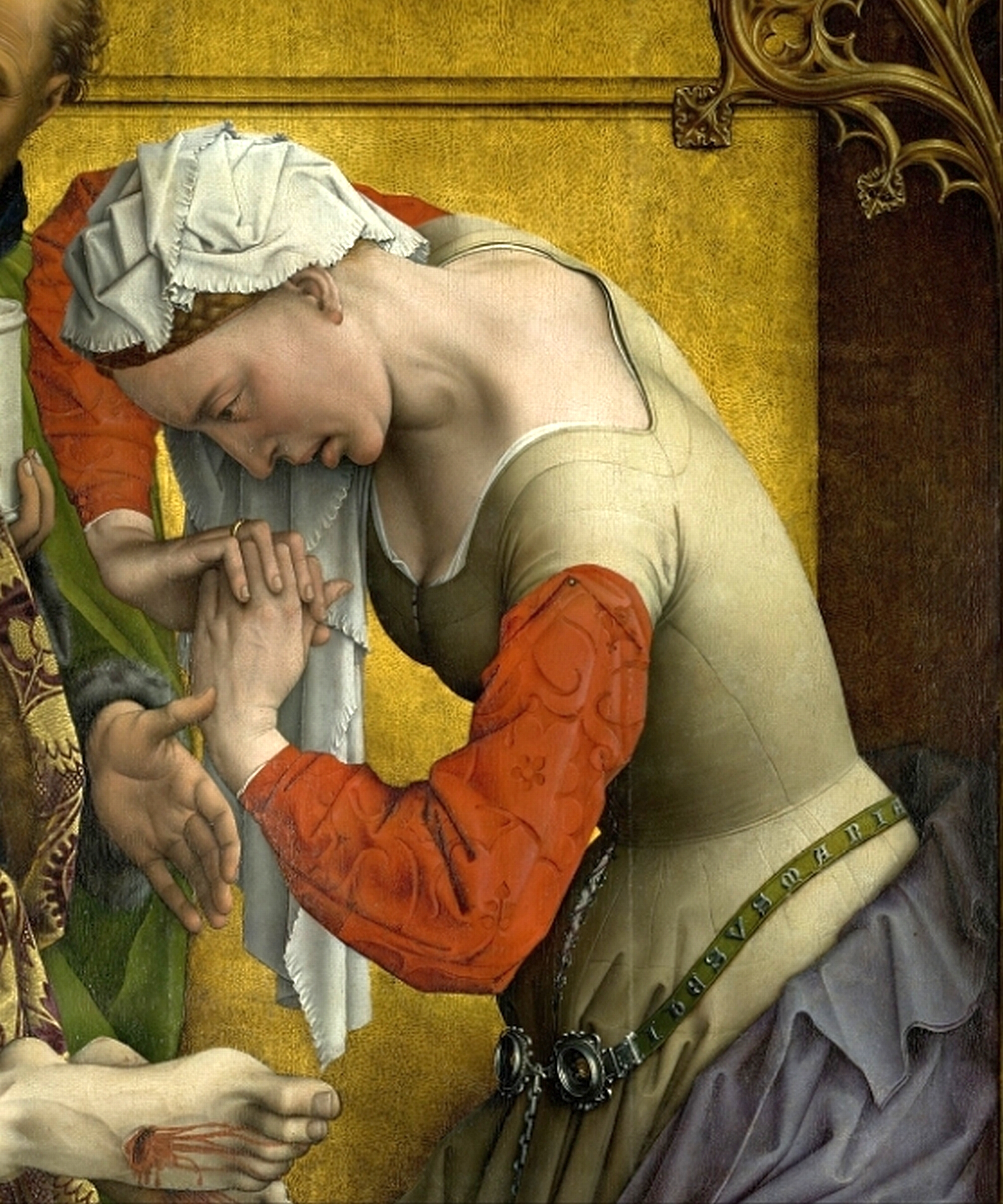

## Відгук про твір
Вінсенте Альварес, 1551 рік : 
| Це була найкраща картина в усьому замку (мова про замок-резиденцію у Бінчі намісниці у Нідерландах), я навіть вважаю, найкраща у світі, бо я бачив багато в цих землях добрих картин. Ніяка не може порівнятися з нею ні за відповідністю природі, ні за відданістю Богу. Всі, хто її бачив, тої ж думки. |